# راجيش فيفيك
راجيش فيفيك هو ممثل هندي، ولد في 31 يناير 1949 في الهند، وتوفي في 14 يناير 2016 بحيدر آباد في الهند بسبب نوبة قلبية.

## أعمال

### أفلام
- (2001) ذات مرة في الهند

## وصلات خارجية
- راجيش فيفيك على موقع IMDb (الإنجليزية)
- راجيش فيفيك على موقع ألو سيني (الفرنسية)
- راجيش فيفيك على موقع أول موفي (الإنجليزية)
- راجيش فيفيك على موقع قاعدة بيانات الأفلام السويدية (السويدية)
- راجيش فيفيك على موقع قاعدة بيانات الفيلم (الإنجليزية)
- راجيش فيفيك على موقع كينوبويسك (الروسية)